# ジェフ・ニーマン
ジェフ・ウォーレン・ニーマン（Jeff Warren Niemann, 1983年2月28日 - ）アメリカ合衆国・テキサス州ヒューストン出身の元プロ野球選手（投手）。右投右打。

## 経歴
2004年のMLBドラフトでタンパベイ・レイズから1巡目（全体4位）で指名を受け入団。
2007年はAAA級ダーラム・ブルズで25試合に先発登板し、12勝6敗、防御率3.98という成績を残した。またオールスター・フューチャーズゲームに選出された。
2008年4月13日のボルチモア・オリオールズ戦でメジャー初登板初先発を果たし、6回1失点で初勝利。この年はメジャーで2勝を挙げた。
2009年は31試合（うち先発30試合）に登板して13勝6敗、防御率3.94という成績を残し、ア・リーグ新人王投票で4位に入った。
以降もレイズ先発陣の一員として、2010年は12勝8敗、2011年は11勝7敗を記録。
2012年は5月に右腓骨を骨折して故障者リスト入り。メジャー復帰はシーズン終盤の9月となり、この年はわずか2勝に終わった。
2013年4月10日に右肩の手術を行い、この年はマイナーを含めて登板がなかった。オフの11月18日にFAとなった。